# Holden Camira
 (avril 2018).
Si vous disposez d'ouvrages ou d'articles de référence ou si vous connaissez des sites web de qualité traitant du thème abordé ici, merci de compléter l'article en donnant les références utiles à sa vérifiabilité et en les liant à la section « Notes et références ».
La Holden Camira est une familiale qui a été produite par Holden de 1982 à 1989. 
C'était la version Holden de la classe de voitures basées sur la plateforme J de GM, la troisième plateforme de voiture mondiales de GM. Le nom Camira vient d'un mot aborigène signifiant vent. Après de bonnes ventes initiales, les ventes de la Camira ont considérablement diminué et le modèle a été abandonné en 1989. 
La Holden Apollo, une Toyota Camry rebadgée a été présenté comme son remplaçant, avec la Nouvelle-Zélande qui a offert à la place l'Opel Vectra.

## Première génération (1982-1984)

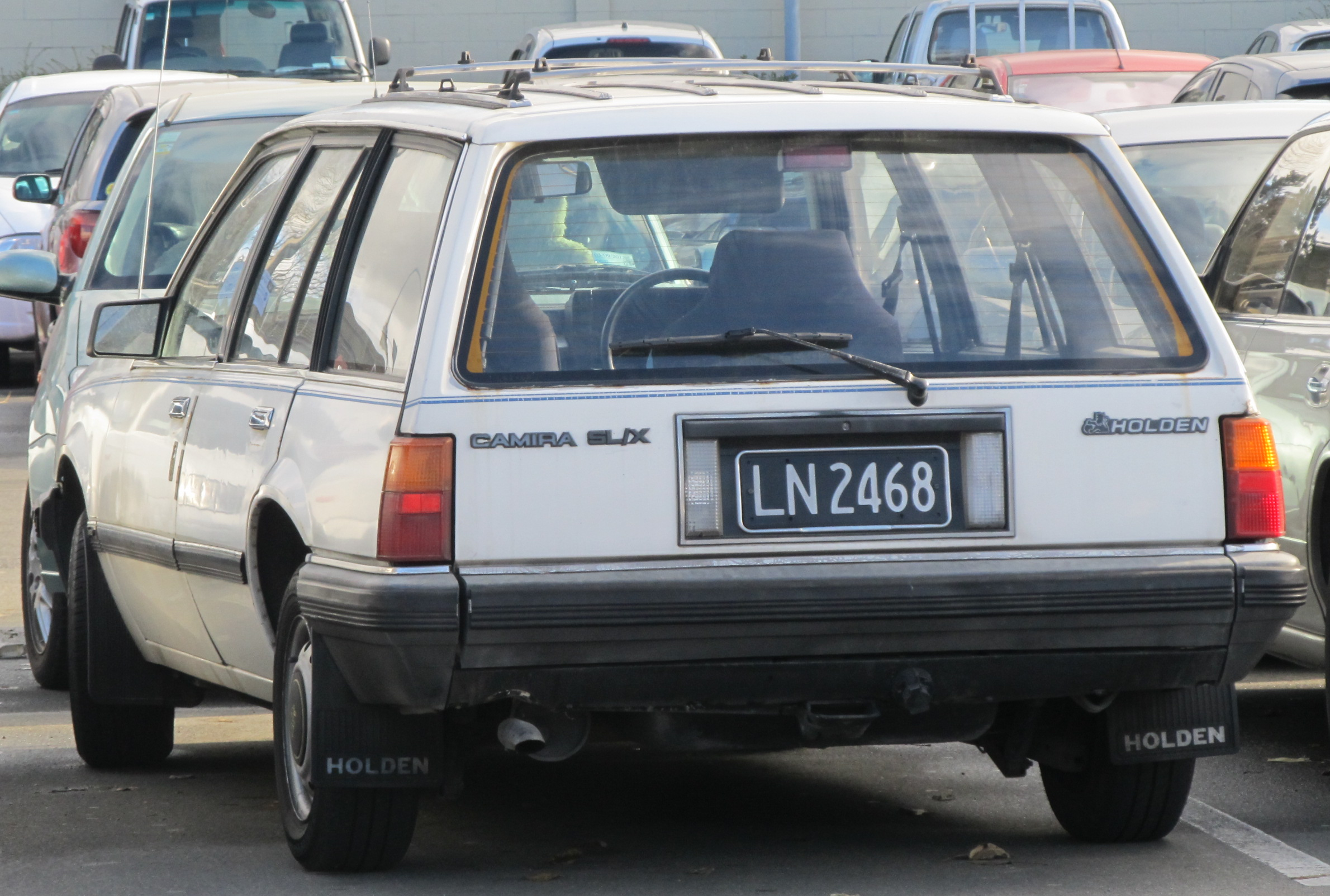
Holden Camira I (JB) Break

## Seconde génération (1984-1987)

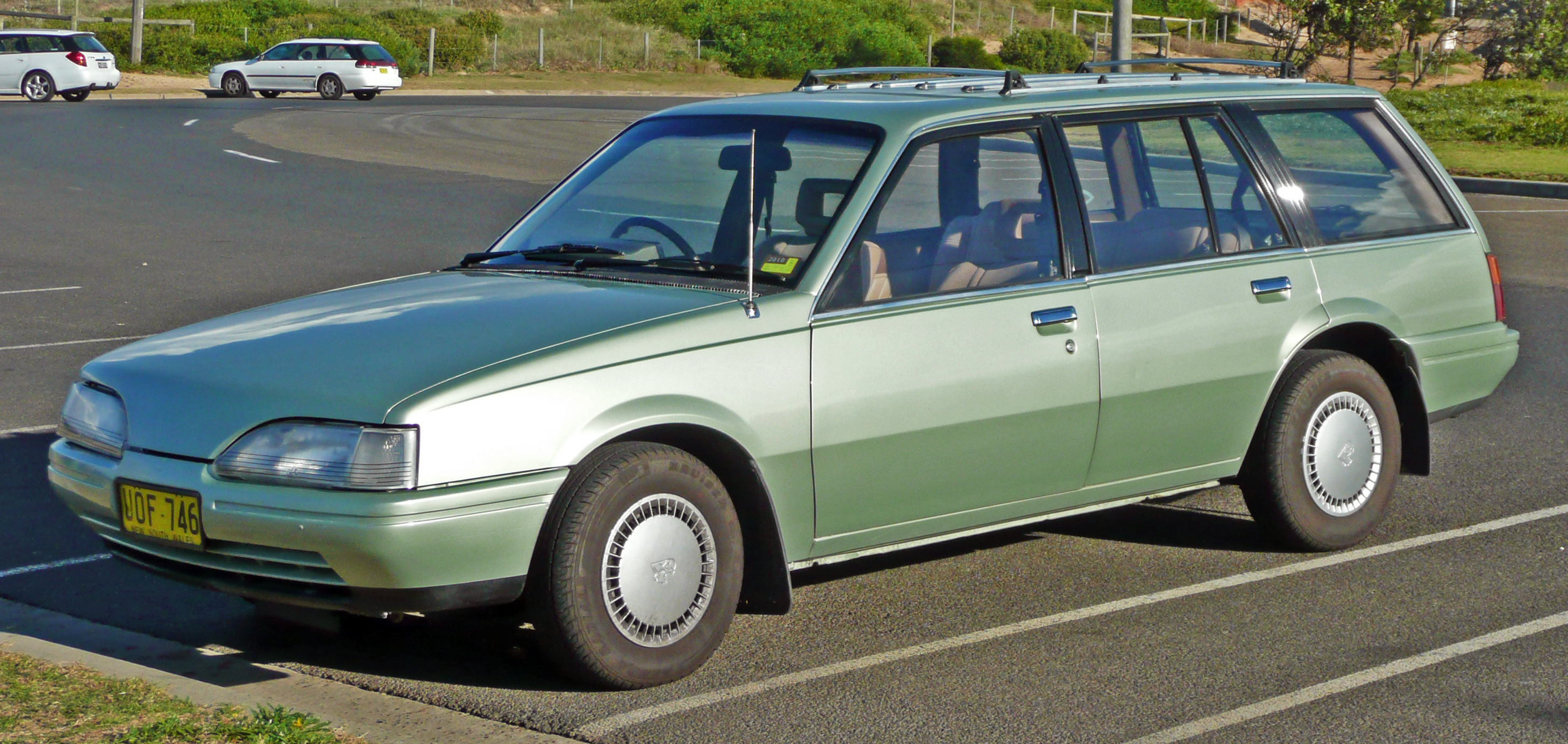
Holden Camira II (JD) Break

## Troisième génération (1987-1989)

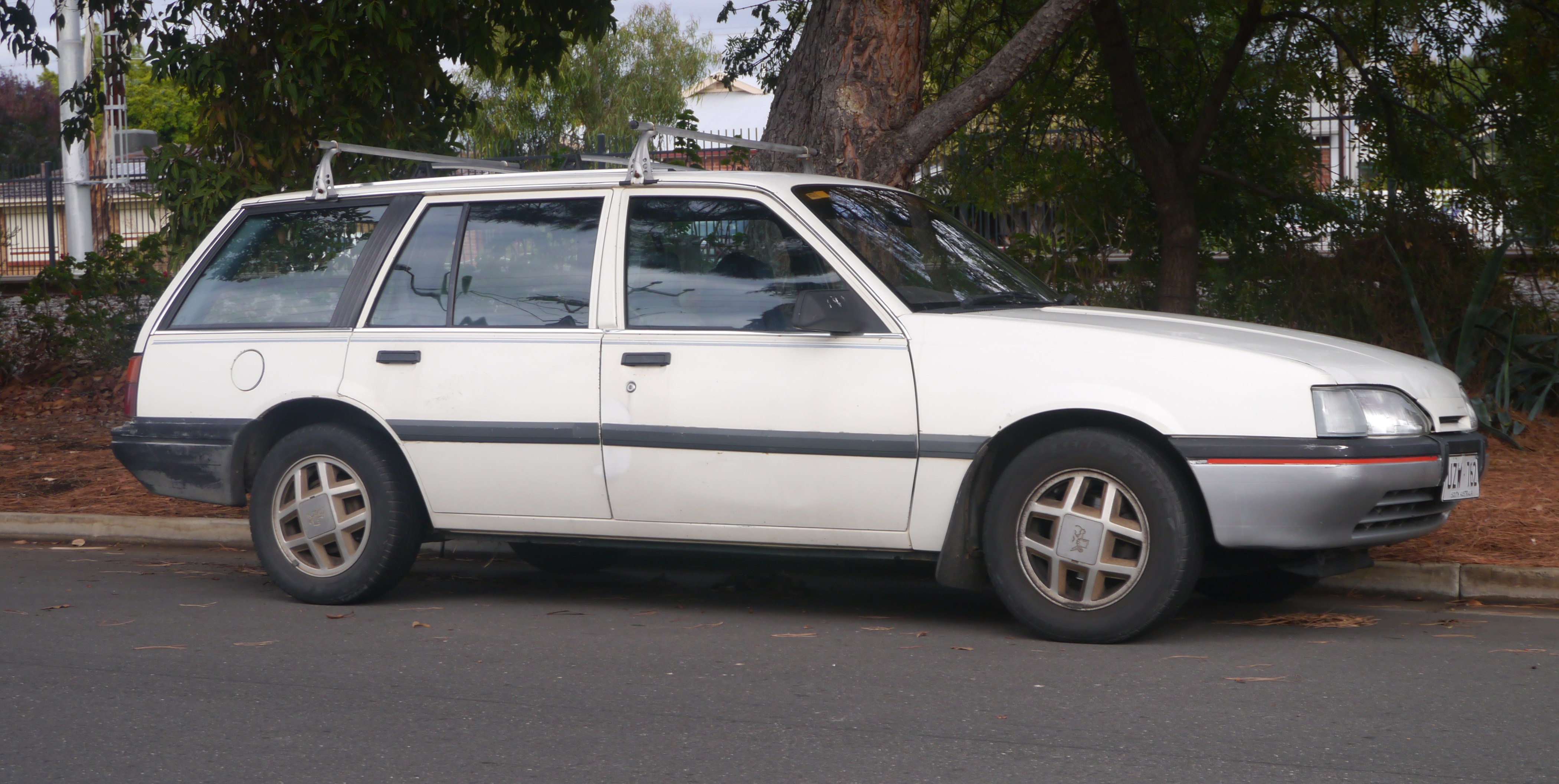
Holden Camira III (SL) Break

### JJ (1984-1987)

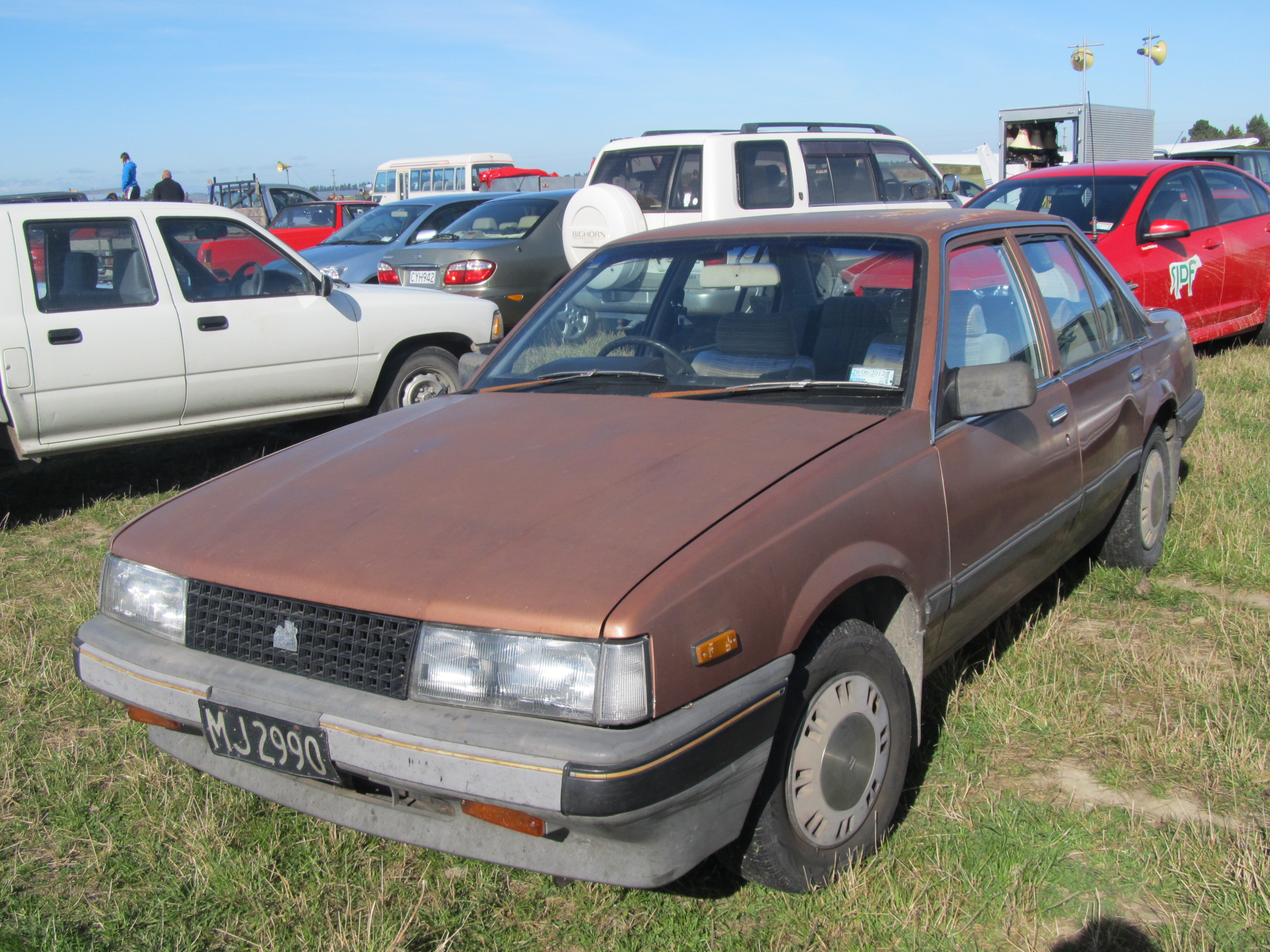
Holden Camira (JJ)

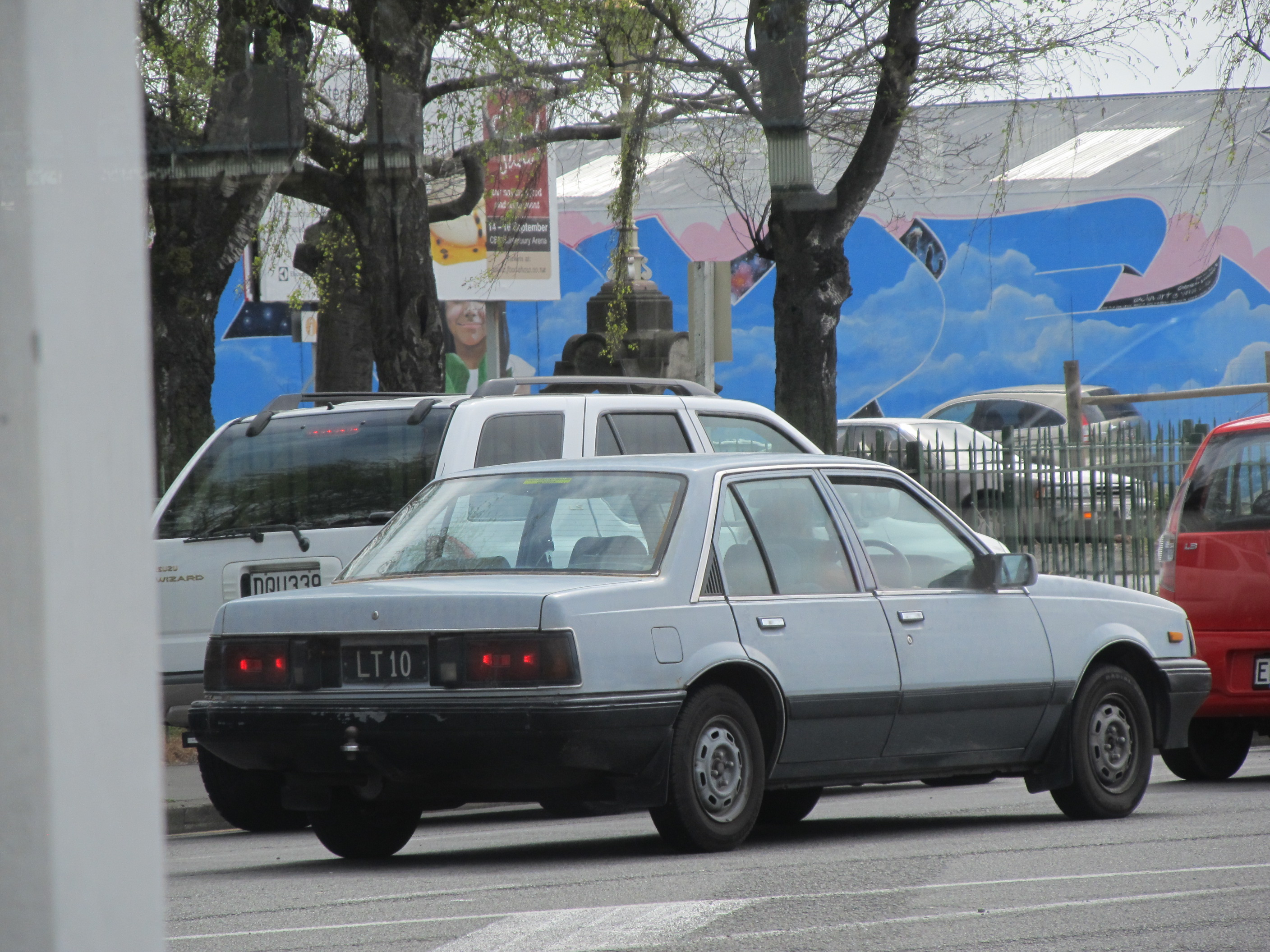
Holden Camira (JJ)